# Prasodryas
Prasodryas is een geslacht van vlinders van de familie tastermotten (Gelechiidae).

## Soorten
- P. acratopa Meyrick, 1926
- P. fracticostella (Walsingham, 1891)
- P. opalina Ghesquière, 1940